# Чаушешть
Чаушешть, Чаушешті (рум. Ceaușești) — село у повіті Арджеш в Румунії. Входить до складу комуни Оаржа.
Село розташоване на відстані 96 км на захід від Бухареста, 13 км на південний схід від Пітешть, 102 км на північний схід від Крайови, 112 км на південний захід від Брашова.

## Населення
За даними перепису населення 2002 року у селі проживали 633 особи. Усі жителі села рідною мовою назвали румунську.
Національний склад населення села:
| Національність | Кількість осіб | Відсоток |
| -------------- | -------------- | -------- |
| румуни         | 625            | 98,7%    |
| цигани         | 8              | 1,3%     |